# 고용

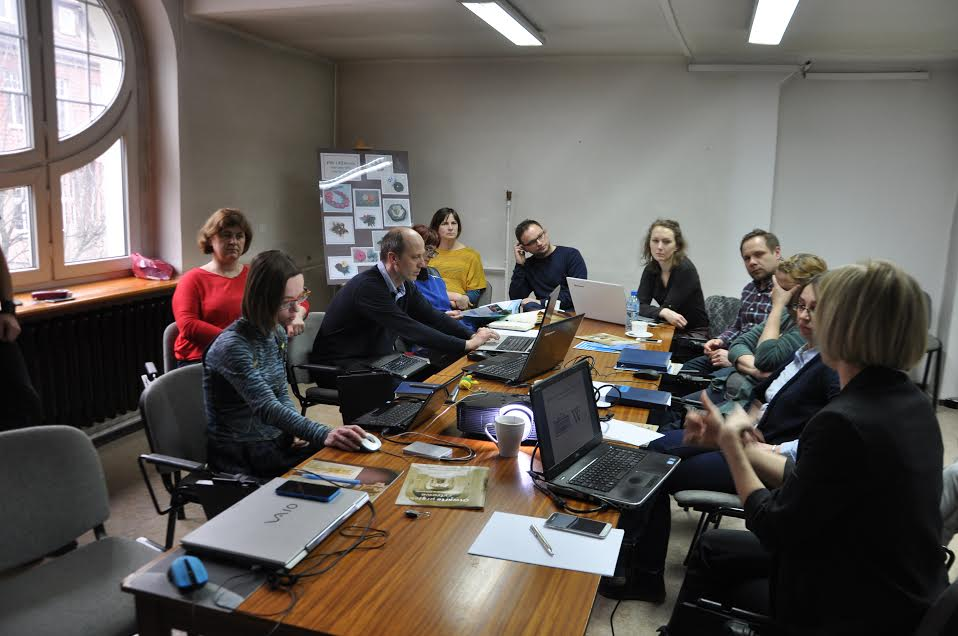
카토비체 02 지역문화원 직원들과 함께하는 위키 교육

고용(雇用, 영어: employment)은 고용되는 자(근로자·피용자)가 고용하는 자(사용자·고용주)에 대하여 노무를 제공할 것을 약정하고 고용하는 사람이 그 노무에 대하여 보수(報酬：임금)를 지급할 것을 약정함으로써 성립하는 계약(655조)을 말한다.
고용계약은 노무의 제공과 보수의 지급이 대가적·교환적 관계에 서는 것이므로 쌍무계약, 유상계약, 계속적 계약에 속한다. 본래는 불요식(不要式)의 낙성계약이다. 고용계약에 의하여 반대급부로서 거의 대부분 금전의 지급이 이루어지므로 금전채권이 발생한다.
고용 계약에 의하여도 대리권이 발생할 수 있다. 고용은 도급이나 위임과 더불어 계속적인 노무 공급계약의 일종이긴 하지만 사용자의 지휘에 따라 노무 자체의 공급을 목적으로 하는 점에 특징이 있으며 오늘날의 경제사회에서 갖는 역할은 크다. 그런데 민법은 고용을 피용자와 사용자가 대등한 입장에서 자유로이 노동조건 등의 일체를 결정할 수가 있다는 주의 아래 서고 있으나 이것은 자본주의 경제의 발달과 같이하여 사용자와 피용자 간의 실력의 격차가 크게 벌어진 현재에서는 공평하고 올바른 계약 내용을 실현한다는 것은 곤란하다.
고용은 이른바 종속적(從屬的)인 관계에 서는 것으로서 그 사이에 공정한 계약 관계를 실현하기 위하여는 국가의 근로자 보호를 위한 적극적인 간섭이 필요하게 된다. 노동조합법이나 노동쟁의조정법(勞動爭議調整法)·근로기준법(勤勞基準法) 등에 의한 새로운 노동법 질서가 이것이며, 고용에 관한 법이론의 중점은 민법에서 노동법으로 옮겨졌다고 할 수 있다.
오늘날 일반적인 노무공급에 대한 고용관계에 관하여는 광범하게 근로기준법이 적용되고 있으며 민법은 겨우 가사 사용인(家事使用人)에 대하여 적용되고 있는 상태가 되고 있다(근로기준법 제10조 참조).

## 용어
한국어에서는 고용(雇傭)과 고용(雇用) 두 단어의 뜻이 서로 반대라 혼동의 위험이 있다. 예를 들어 고용인(雇用人)은 보수를 제공하는 사람, 고용인(雇傭人)은 노무를 제공하는 사람이다. 혼동을 피하기 위해 구분할 때에는 사용자(使用者)와 피용자(被傭者) 등의 말을 쓴다.

## 고용계약
고용계약(雇傭契約)은 당사자 일방이 상대방을 위하여 노무(勞務)를 제공할 것을 약정하고, 그 상대방은 이에 대하여 보수를 지급할 것을 약정함으로써 성립하는 유상계약이자 쌍무계약(有償雙務契約), 당사자 간에 계속적인 채권채무관계를 발생하게 하는 계속적 계약의 하나이다.
민법에서는 고용을 대등·독립된 당사자 간의 계약으로 규정하고 있으며, 계약의 자유가 보장되어 있다. 그러나 자본주의사회에서는 근로자와 사용자간의 고용관계를 계약자유의 원칙에 맡길 수만은 없게 되었다. 즉, 근로자는 그 자신의 경제력의 열세로 말미암아 사용자와 본의 아니게 나쁜 조건으로 근로계약을 체결하게 되며, 결과적으로 심히 불리한 조건으로 근로를 하도록 합법적으로 강제당한 셈이 된다. 이러한 상황에 따라 국가가 근로조건의 기준을 노사쌍방에게 적극적으로 제시·규율하고자 하는 '근로기준법'이 제정되게 되었다.
고용에 관한 특별법이라고 할 수 있는 근로기준법은 거의 모든 고용관계에 대해서 민법상의 고용에 관한 규정에 우선하여 적용된다. 즉, 동거 친족(親族)만을 사용하는 사업과 가사사용인(家事使用人), 그리고 상시(常時) 4인 이하의 근로자를 사용하는 사업 또는 사업장의 경우에는 대통령이 정하는 경우를 제외하고는 근로기준법의 적용을 받는 일이 없으나(근로기준법 10조, 근로기준법시행령 1조), 그 이외의 모든 고용관계에 대하여는 원칙적으로 근로기준법이 우선 적용된다.
근로기준법은 근로계약·임금·근로시간 등에 관하여 일정 기준을 정하고 있으며, 그 기준에 미달하는 근로조건에 대하여는 그 해당 부분을 무효로 하고 있다(근로기준법 20조).

### 판례
사용자는 근로계약에 수반되는 신의칙상의 부수적 의무로서 피용자가 노무를 제공하는 과정에서 생명, 신체, 건강을 해치는 일이 없도록 인정, 물적 환경을 정비하는 등 필요한 조치를 강구하여야 할 보호의무를 부담한다.

## 노무
노무(勞務)란 육체 또는 두뇌를 사용하여 일을 하는 것을 말한다. 노무를 제공하는 것을 내용으로 하고 있는 계약에는 고용·도급·위임의 3종류가 있으며 이들을 '노무공급 계약'이라고 부르는데, 이 중에서 고용은 노무 그 자체를 공급하는 것을 내용으로 하는 것으로 제일 중요하다.
그 노무의 내용은 육체적인 노무와 두뇌적인 노무, 일시적인 노무와 계속적인 노무, 또한 개별적 노무와 포괄적 노무 등으로 구별할 수가 있는데 어느 것을 계약의 내용으로 하여도 좋다.
피용자는 계약의 본래의 취지에 따라 피용자 스스로가 공급하여야 하며, 사용자의 지휘에 복종하고 그 동의 없이 제3자에게 자기에 갈음하여 노무를 제공하게 하지 못한다(657조 2항). 한편 사용자는 노무 청구권을 피용자의 동의 없이 제3자에게 양도하지 못한다(657조 1항).

## 보수
보수(報酬)는 노무의 제공에 대한 대가를 말한다. 퇴직금이나 보로금(報勞今) 등은 이른바 대가가 아니며 보수라고는 할 수 없다.
고용에서는 도급과 더불어 보수는 반드시 지급되어야 하지만 위임에서는 보수가 지급되지 않는 경우가 있다. 보수는 금전(임금)인 것이 보통이나 금전 이외의 물건의 급부나 물건의 사용을 허락하는 것과 같은 생활상의 이익의 공여라도 좋다.
보수의 지급시기는 민법의 약정이 없으면 관습에 의하고 관습이 없으면 약정한 노무를 종료한 후 지체없이 지급하여야 한다고 규정하고 있는데(656조 2항), 일급(日給)·주급(週給)·월급(月給)과 같이 일정한 기일이 기준이 되는 것이 보통이다.
도제계약(徒弟契約)과 같은 것에서는 기술을 습득하는 것이 보수이다. 보수청구권에 관하여서는 압류(押留)가 금지되고 있다(민소 579조 4호 참조).

## 고용기간
고용계약은 일반적으로 기간을 정하지 않는 일이 많은데, 2년·3년이라고는 일정한 존속기간을 정하는 경우나 공사가 종료할 때까지라고 하는 불확정한 기한을 붙이는 경우가 있다.
민법은 고용의 존속기간에 관하여는 당사자가 자유로이 정해야 하는 것으로 하고 직접적인 규정은 두지 않았다. 그러나 약정기간이 3년을 넘거나 또는 당사자의 일방 또는 제3자의 종신(終身)까지로 된 때에는 3년을 경과하면 언제든지 계약해지의 통고를 할 수 있으며, 상대방이 이 통고를 받은 날로부터 3월의 해지기간이 경과하면 해지의 효력이 생긴다(659조). 따라서 최장기(最長期)의 일부 제한을 받는다고 하여야 한다.
근로기준법에서는 근로계약은 기간의 정함이 없는 것과 일정한 사업 완성에 필요한 기간을 정한 것을 제외하고는 1년을 넘지 못하며(근기 21조), 다만 기능자(技能者) 양성의 경우에는 이 기간을 1년을 넘는 것으로도 할 수 있다고 되어 있다(근기 75조 참조). 최단기(最短期)에서는 매일 고용한다는 것도 무방하지만 사실은 계속하여 고용하고 있으면서 해고(解雇)의 책임을 면할 목적으로 이러한 형식을 취하는 것은 위법이다.
그러므로 기간의 약정이 없는 고용계약은 민법 660조의 규정이 있으며 또 근로기준법에는 예고 없는 해고자에 대한 30일 분 이상의 평균임금의 지급을 규정하고 있다. 또한 고용기간의 약정이 있는 경우에도 부득이한 사유가 당사자 일방의 과실로 인해 생긴 때에는 상대방에 대하여 손해를 배상해야 한다(661조).

## 고용의 묵시의 갱신
고용의 묵시(默示)의 갱신(更新)이란 기간만료 후의 노무 공급의 계속에 의하여 고용계약의 갱신이 추정되는 것(662조)을 말한다. 임대차의 묵시갱신제도(639조)와 같은 취지의 제도이다. 갱신 후의 고용은 새로운 계약이 되므로 전고용(前雇傭)에서 당사자가 제공하고 있던 담보는 신원보증금(身元保證金)을 제외하고 전부 소멸한다(662조 2항). 또 이 새로운 고용은 기간의 약정이 없는 것으로 각 당사자는 언제든지 해지의 통고를 할 수 있다(662조 1항 단서, 660조).

## 고용의 해지
고용기간의 약정이 없는 때에는 각 당사자는 언제든지 계약해지의 통고를 할 수 있으며 상대방이 그 통고를 받은 날로부터 1월이 경과하면 해지의 효력이 생긴다(660조 1항·2항). 또한 기간으로 보수를 정한 때에는 해지의 효력은 상대방이 해지의 통고를 받은 당기(當期) 후의 1기를 경과함으로써 생긴다(660조 3항).
고용기간의 약정이 있을 경우는 그 기간 내에는 해지의 통고를 할 수 없는 것이 원칙이지만, 그 기간이 3년을 초과하거나 당사자의 일방 또는 제3자의 종신까지로 된 때에는 3년이 경과한 후에는 각 당사자는 언제든지 계약 해지의 통고를 할 수 있고 상대방이 그 통고를 받은 날로부터 3월의 해지기간이 경과하면 해지의 효력 즉 계약종료의 효력이 생기며(659조), 근로계약의 경우에는 기간은 원칙적으로 1년이며 이 제한기간을 넘은 계약은 그 부분은 무효가 되므로(근기 21조 20조 참조), 이런 사유가 있는 때에는 각 당사자는 계약을 해지할 수 있다. 그리고 그 효과도 원칙적으로 즉시로 계약을 종료시킨다.
부득이한 사유가 있을 때 그 사유가 당사자 일방의 과실로 인하여 생긴 것인 때에는 손해배상의 책임이 있다(661조 단서). 이 경우도 즉시로 계약해지의 효과가 생긴다. 이상은 전술한 바와 같다. 또한 사용자가 파산선고(破産宣告)를 받은 경우에는 기간의 약정이 있는 때에도 피용자 또는 파산관재인(破産管財人)은 계약을 해지할 수 있다(663조 1항). 이 경우에는 각 당사자는 계약해지로 인한 손해배상을 청구하지 못한다(663조).

## 변형근로시간제
5인 이상 사업장은 2주 단위로 주당 48시간 한도에서 근로시간을 신축적으로 운용할 수 있다. 노사가 서면으로 합의한 경우 4주 단위로 주당 56시간까지도 근로시간을 연장할 수 있다. 즉 4주 중 2주는 56시간씩 일을 시키고 나머지 2주는 주당 32시간만 시키면 연장근로 수당을 안 줘도 된다.
시간외수당 삭감으로 시간제 근로자는 6.4%, 월급제 근로자는 최대 2%가량 임금이 줄어들 수 있다. 물론 개정안은 이 제도로 인한 임금저하시 보전방안을 강구토록 명시하고 있으나 실효성은 의문이다.

## 정리해고제
근로기준법 제27조 2항에 '경영상 필요에 의한 해고' 조항이 신설됐다. 사용자가 정리해고할 수 있는 사유는 첫째, 계속되는 경영의 악화 둘째, 생산성 향상을 위한 구조조정과 기술혁신 또는 업종의 전환 등 긴박한 경영상의 필요가 있을 때 등이다.
구체적으로 개별 기업이 정리해고를 단행하려 할 경우 그 사유가 법조문의 사유에 해당하는지 여부에 대한 논란의 여지가 있으나 대법원 판례가 폭넓게 정리해고 사유를 인정하고 있어 사실상 사용자가 필요로 할 경우 대부분 정리해고가 가능할 것으로 보인다.
민법에서는 정리해고를 실시할때는 그러니까 일정 규모 이상의 인원을 해고하고자 할 때는 노동위원회의 승인을 받도록 규정하여 사용자의 해고권 남용을 견제하고 있고, 전제조건으로 '노조나 근로자대표회의의 성실한 협의', '해고 60일 전 통보', '2년 이내 근로자 고용시 해고자 우선 고용 능력' 등의 규제절차를 규정하고 있기는 하다.

## 고용보험
고용보험(雇傭保險)이란 감원 등으로 직장을 잃은 실업자에게 실업보험금을 주고, 직업훈련 등을 위한 장려금을 기업에 지원하는 제도이다. 의료보험·국민연금·산업재해보상보험과 함께 4대 사회보장제도의 하나로, 1995년 7월 1일부터 시행되었다. 이에 따라 사업주와 근로자는 각각 월정급여액의 일정비율(0.3%)을 보험료로 납부해야 하며, 전국적인 고용보험 전산망 구축에 따라 지방노동사무소와 시·군·구에서 구인·구직 정보를 제공받게 된다.
근로자는 나이와 보험 가입 기간에 따라, 실업시 복리후생(福利厚生) 성격의 수당을 제외한 임금 총액의 50%를 1996년 7월부터 30-210일 동안 매달 실업급여로 받을 수 있다. 급여액은 최고액 : 이직일이 2015년 이후는 1일 43,000원, 2006년 이후는 4만원, 2006년 이전은 35,000원이다. 실업급여는 농업·어업 등의 일부 업종을 제외하고 1인 이상의 모든 사업장에 적용되며, 70인 이상 사업장의 사업주는 고용안정 및 직업능력개발을 위한 고용보험료를 추가로 내야 한다.
단, 실직 후 노동청에 구직신청을 해야 하며, 본인의 큰 잘못이나 불법행동 등으로 해고를 당하였을 경우, 정당한 사유가 없이 직장을 스스로 옮기려 할 경우 등에는 급여혜택을 받을 수 없다(1998년 9월 17일 법률 제5566호 개정).
또한 고용보험사무의 원활한 수행을 위하여 보험료징수 및 실업급여 지급 등에 있어서 기초가 되는 임금관련 자료가 없거나 불명확한 경우, 사업장의 소재지 파악이 곤란한 경우, 또는 일부 4인 이하 사업장의 경우에는 노동부장관이 고시하는 기준임금을 보험료 징수 등의 기초가 되는 임금으로 적용하도록 하였으며(영 제2조의 2 신설), 1월 이상 계속하여 근로시간을 단축하는 경우로 하는 등 근로시간을 단축하는 경우의 고용유지지원금 지급요건을 완화하였다(영 제17조 제2호).
상대적으로 취업이 곤란하고 부양가족이 있어 생계가 어려운 여성실업자를 새로이 고용한 사업주에 대하여는 당해 사업주가 지급한 임금의 2분의 1에 해당하는 금액을 여성고용촉진장려금으로 6월간 지급하도록 하였고(영 제23조 제1항 제3호 신설), 이직당시 고액의 금품을 수령한 자에 대하여는 이직 후 3월간 구직급여의 지급을 유예하도록 함에 따라 지급유예의 기준이 되는 고액금품의 범위를 퇴직금·퇴직위로금 등을 포함한 총액 1억원 이상의 금품으로 하였으며(영 제56조의 2 신설), 고용보험 적용사업장의 확대에 따라 고용보험업무의 원활한 처리를 위하여 고용보험업무를 위임받을 수 있는 고용보험사무조합의 범위를 종전의 사업주로 구성된 단체 외에 법률 규정에 의하여 주무관청의 인가 또는 허가를 받거나 등록 또는 신고한 단체를 포함시키도록 함(영 제76조의 2 신설).
실업자의 생활안정 등을 위하여 지급하는 실업급여제도의 취지를 고려하여 이직시 퇴직금 등으로 고액의 금품을 지급받은 자에 대하여는 직업안정기관에 실업을 신고한 날부터 3월간은 구직급여의 지급을 유예할 수 있다(법 제45조의 2 신설).
종전에는 고용보험의 가입기간이 12월 미만인 자는 구직급여를 지급받을 수 없었기 때문에 6월 이상 12월 미만의 기간 동안 고용보험에 가입한 자에 대하여도 구직급여를 지급받을 수 있도록 하기 위하여 1998년 2월 고용보험법을 개정하여 고용보험의 최소 가입기간을 12월에서 6월로 완화하고 이를 1999년 6월 30일까지 한시적으로 적용하도록 하다가 2000년 6월 30일까지 1년간 더 연장하여 적용하도록 하였다(법 법률 제5514호 고용보험법증개정법률 부칙 제3조 제1항).

## 신원보증
신원보증(身元保證)은 고용계약의 계속중에 피용자가 사용자에게 입힐지도 모르는 손해·불이익을 제3자(신원보증인)에게 책임을 부담시키는 제도이다. 이에는 협의(狹義)의 신원보증과 신원인수(身元引受)의 두 가지 구별이 있다. 협의의 '신원보증'은 피용자의 책임있는 사유로 발생한 고용 계약상의 손해배상 채무를 사용자에 대해 보증하는 것으로서 이른바 장래의 채무의 보증이며 민법상의 보증의 일종이다.
'신원인수'는 사용자가 그 피용자를 고용함으로써 손해를 입지 않도록, 예컨대 피용자가 질병에 걸린 경우의 손해 등 피용자가 사용자에 대하여 그 책임에 의한 채무를 부담하지 않는 경우에도 보증인(신원인수인)이 일체의 책임을 부담하는 일종의 손해담보계약(損害擔保契約)이다.
그러나 위의 어느 경우에서나 보증인 내지 인수인의 책임은 지나치게 무겁다. 그 이유는 실제상 피용자(被傭者)의 신원을 보증하는 것은 사용자가 피용자의 인물이나 재능을 알지 못하는 경우에 그 염려가 없는 인물임을 보증하는 뜻에 지나지 않는 데 있다. 그러나 신원보증·신원인수의 계약증서에는 무제한의 광범한 보증의 뜻이 기재되는 것이 보통이므로 부당한 결과를 일으키는 사례가 많다.
그리하여 종래의 판례는 당사자의 의사와 조리(條理)에 의하여 타당한 해석을 하여 신원보증인의 책임을 국한하는 데 노력하여 왔다. 종래의 판례는 첫째로 사정변경(事情變更)의 원칙을 적용함으로써 보증인에게 해지권을 주었으며, 둘째로 구체적인 책임이 발생하기 이전의 보증인의 지위는 상속되지 않는다고 하였는데 이러한 이론은 신원보증법이라는 특별법이 제정되어 이에 승계되었다(신보 6조, 7조).

### 신원보증법
신원보증법(身元保證法)은 신원보증인의 책임을 제한하고 신원보증계약의 폐해를 시정하기 위한 법률이다. 그 내용을 보면 다음과 같다.
(1) 이 법에서 말하는 신원보증계약이라 함은 인수·보증 기타 그 명칭의 여하를 불문하고 피용자의 행위로 인하여 사용자가 받은 손해를 배상하는 것을 약정하는 계약을 의미한다(신보 1조).
(2) 기간을 정하지 아니한 보증계약은 보통 그 성립일로부터 3년, 기능습득자에 관해서는 5년이다. 특약이 있어도 5년 이상으로는 하지 못하며, 갱신은 허용되지만 갱신시부터 5년 이상을 초과하지 못한다(신보 3조).
(3) 사용자는 피고용자에게 부적임(不適任)하거나 불성실한 사적(事跡)이 있어서 이로 말미암아 보증인의 책임을 야기할 염려가 있는 것을 발견한 때 및 피용자의 임무 또는 임지(任地)의 변경으로 인하여 보증인이 책임이 가중되거나 또는 그 감독이 곤란하게 된 때에는 보증인에게 그 사유를 지체없이 통지하여야 한다(신보 4조).
(4) 보증인이 이 통지를 받았거나 또는 통지를 받지 아니하여도 해지할 수 있으며 또 피용자의 고의나 과실있는 행위로 인하여 발생한 손해를 보증인이 배상한 때에도 보증계약을 해지할 수 있다(신보 5조).
(5) 신원보증인의 책임의 유무 및 범위를 정함에 있어서는 사용자의 감독상의 과실 기타 일체의 사정을 고려하여 이를 결정하여야 한다(신보 6조).
(6) 보증계약은 보증인의 사망으로 인하여 그 효력을 상실하며 보증인의 지위는 상속되지 않는다(신보 7조).
(7) 신원보증인에 불이익한 특약은 모두 무효이다(신보 8조).

### 신원보증금
신원보증금(身元保證金)은 고용 등 계속적 계약관계에 있는 자(피용자)가 장래 사용자에게 손해를 입힐 경우에 그 손해배상 채무를 담보하기 위하여 미리 교부하는 금전(또는 유가증권)을 말한다. 보통은 당사자간의 채무만을 담보하는 것으로 보증금과 같은 성질의 것인데, 특수한 것으로 집달관(執達官)·공증인(公證人)·출납공무원(出納公務員) 등이 납부하는 신원보증금의 제도가 있다(법조 55조, 공증 18조).

## 우선재고용
근로자를 해고한 사용자는 근로자를 해고한 날부터 2년 이내에 근로자를 채용하고자 할 때에는 해고된 근로자가 원하는 경우 해고전의 직책 등을 감안하여 그 근로자를 우선적으로 고용하도록 노력하여야 한다. 정부는 해고된 근로자에 대하여 생계안정, 재취업, 직업훈련 등 필요한 조치를 우선적으로 취하여야 한다(근로기준법 제31조 제2항).

## 같이 보기
- 노동, 노동력
- 완전 고용, 불완전 고용
- 노동 시장
- 실업
- 구조조정
- 개인사업주
- 직원매뉴얼(영어판)
- 고용없는 성장